# I skolans våld
I skolans våld är en timslång TV-dokumentär som sändes i Dokument inifrån i SVT den 8 maj 2003.  Programmet gjordes av Evin Rubar som senare bland annat gjort Könskriget. Reportaget följdes upp med I skolans våld 2 året därefter.
Programmet, som undersökte missförhållanden på tio muslimska och fristående friskolor, menade att friskolereformen förändrat förhållandet mellan skolan och föräldrarna radikalt, så att föräldrarna fått mer makt. Det här ledde till flera fall av misshandel av skolelever och tillfällen då barn känt sig otrygga. I del 2 presenterades vad som hänt sedan Skolverket och utbildningsminister Thomas Östros lovat att titta på fallet efter del 1. Skolverket gjorde inspektioner på de berörda skolorna och fann flera lärare som varit för stränga mot barnen. Barn i del 2 menade dock att de försökt att få gehör från Skolverket redan innan dokumentären. I ett pressmeddelande från Skolverket kommenterade de saken: "Skolverket har lagt ned betydande utredningsinsatser på dessa skolor. Skolverket har också skärpt sina rutiner och metoder för att få fram ett så bra underlag som möjligt för bedömningarna."
I efterhand granskades programmet av Granskningsnämnden, efter att det blivit anmält både av rektorn för en av de undersökta skolorna och av Friskolornas riksförbund. Båda anmälarna ansåg att programmet var partiskt och osakligt och att det befäste gamla västerländska fördomar om araber och islam. Granskningsnämnden fann att programmet "inte stred mot kraven på opartiskhet och saklighet".

### Fotnoter
1. ↑  ”Svensk mediedatabas”. http://smdb.kb.se/catalog/search?q=%22I+skolans+v%C3%A5ld+%22+typ%3Atv&sort=OLDEST. Läst 15 april 2011.
2. ↑  I skolans våld arkiverat den 5 december 2004 från originalet på SVT:s webbplats
3. ↑  I skolans våld 2 arkiverad den 28 maj 2007 från originalet på SVT:s webbplats
4. ↑  Skolverket kommenterar dokumentären "I skolans våld 2" Arkiverad 21 september 2005 hämtat från the Wayback Machine. Pressmeddelande från Skolverket, 12 maj 2004
5. ↑  Dokument inifrån: I skolans våld 2 (SB 695/03)[död länk] Granskningsnämnden för radio och TV